# Pareutetrapha sylvia
Pareutetrapha sylvia är en skalbaggsart som först beskrevs av J. Linsley Gressitt 1951.  Pareutetrapha sylvia ingår i släktet Pareutetrapha och familjen långhorningar. Inga underarter finns listade i Catalogue of Life.